# پیکل‌بال
پیکل‌بال (به انگلیسی: Pickleball) یک ورزش راکتی است که در آن دو یا چهار بازیکن با استفاده از یک راکت صاف، یک توپ پلاستیکی سوراخ‌دار و توخالی را از روی توری به ارتفاع ۳۴ اینچ (۸۶ سانتی‌متر) عبور می‌دهند تا زمانی که یک طرف نتواند توپ را برگرداند یا مرتکب تخلف از قانون شود. پیکل‌بال در داخل و خارج از منزل بازی می‌شود. این بازی در سال ۱۹۶۵ به عنوان یک بازی حیاط خلوت کودکان در ایالات متحده، در جزیره بینبریج در ایالت واشینگتن، اختراع شد. در سال ۲۰۲۲، پیکل‌بال به عنوان ورزش رسمی ایالت واشینگتن نامگذاری شد.
پیکل‌بال یک ورزش راکتی است که ترکیبی از تنیس، بدمینتون و پینگ‌پنگ است و با راکت و توپ پلاستیکی سوراخ‌دار بازی می‌شود. زمین پیکل‌بال کوچکتر از زمین تنیس است و قوانین ساده‌تری نسبت به تنیس دارد. این ورزش برای افراد در تمام سنین و سطوح آمادگی بدنی مناسب است.
ویژگی‌های پیکل بال:
- زمین: کوچکتر از زمین تنیس، معمولاً با ابعاد زمین بدمینتون دونفره.
- راکت: شبیه به راکت تنیس اما کوچک‌تر.
- توپ: پلاستیکی سوراخ‌دار.
- قوانین: ساده‌تر از تنیس.
- تعداد بازیکنان: می‌تواند به صورت تک‌نفره یا دو نفره بازی شود.
- هدف بازی: زدن توپ به زمین حریف به گونه‌ای که نتواند آن را برگرداند.
- مناسب برای: تمام سنین و سطوح آمادگی بدنی.

مزایای پیکل بال:
- آسان برای یادگیری: به دلیل قوانین ساده و زمین کوچکتر، یادگیری آن آسان است.
- ورزشی اجتماعی: اغلب به صورت دو نفره بازی می‌شود و فعالیت اجتماعی خوبی است.
- فعالیت با شدت متوسط: یک ورزش با شدت متوسط است که برای بسیاری از افراد مناسب است.
- قابل دسترسی: به راحتی می‌توانید وسایل آن را تهیه کنید و در پارک‌ها یا مراکز ورزشی بازی کنید.

## قوانین بازی
جنبه‌های این ورزش شبیه تنیس و تنیس روی میز است که در زمین بدمینتون دو نفره بازی می‌شود، اما پیکل‌بال قوانین امتیازدهی، راکت‌ها، توپ‌ها و خطوط زمین خاصی دارد. در هر طرف تور، منطقه‌ای به طول ۷ فوت (۲٫۱ متر) وجود دارد که به عنوان منطقه غیر والی (یا آشپزخانه) شناخته می‌شود. بازیکنی که در آنجا ایستاده است نمی‌تواند قبل از اینکه توپ به زمین بخورد، به آن ضربه بزند. پیکل‌بال پلاستیکی سخت، جهش کمتری نسبت به توپ تنیس ایجاد می‌کند. جهش محدود، مناطق غیر والی و ضربه زیر دست، که همه سرویس‌ها باید با آنها زده شوند، به بازی سرعت پویایی می‌دهند. ضربات نرم و آهسته در منطقه غیر والی، که دینک نامیده می‌شوند، برای محدود کردن توانایی حریف در حمله استفاده می‌شوند، در حالی که توپ‌هایی که خیلی بالا برگشت داده می‌شوند، ممکن است با یک ضربه قدرتمند درایو یا ضربه سر به زمین زده شوند.

## اقتباس سینمایی
- فیلم سینمایی دینک (۲۰۲۶)